# 27 mai
Pour les articles homonymes, voir Vingt-Sept-Mai.
27 avril 27 juin
Chronologies thématiques
- Croisades
- Ferroviaires
- Sports
- Disney
- Anarchisme
- Catholicisme

Abréviations / Voir aussi
- (° 1852) = né en 1852
- († 1885) = mort en 1885
- a.s. = calendrier julien
- n.s. = calendrier grégorien
- Calendrier
- Calendrier perpétuel
- Liste de calendriers
- Naissances du jour

Le 27 mai est le 147e jour, moins souvent le 148e, de l'année du calendrier grégorien ; il en reste ensuite 218.
Son équivalent était généralement le 8 prairial du calendrier républicain ou révolutionnaire français, officiellement dénommé jour du (lis) martagon (de la famille botanique des lys).

## Événements

### XIIesiècle
- 1153 : Malcolm IV devient roi des Écossais.
- 1199 : Jean sans Terre est couronné roi d'Angleterre.

### XVIIesiècle
- 1603 : traité de la Grande alliance, premier traité franco-amérindien.
- 1644 : lors de la bataille de Shanhaiguan, les Mandchous vainquent les rebelles chinois, permettant l'établissement de la dynastie Qing.
- 1679 : l'Habeas Corpus est voté et approuvé, en Angleterre.

### XVIIIesiècle

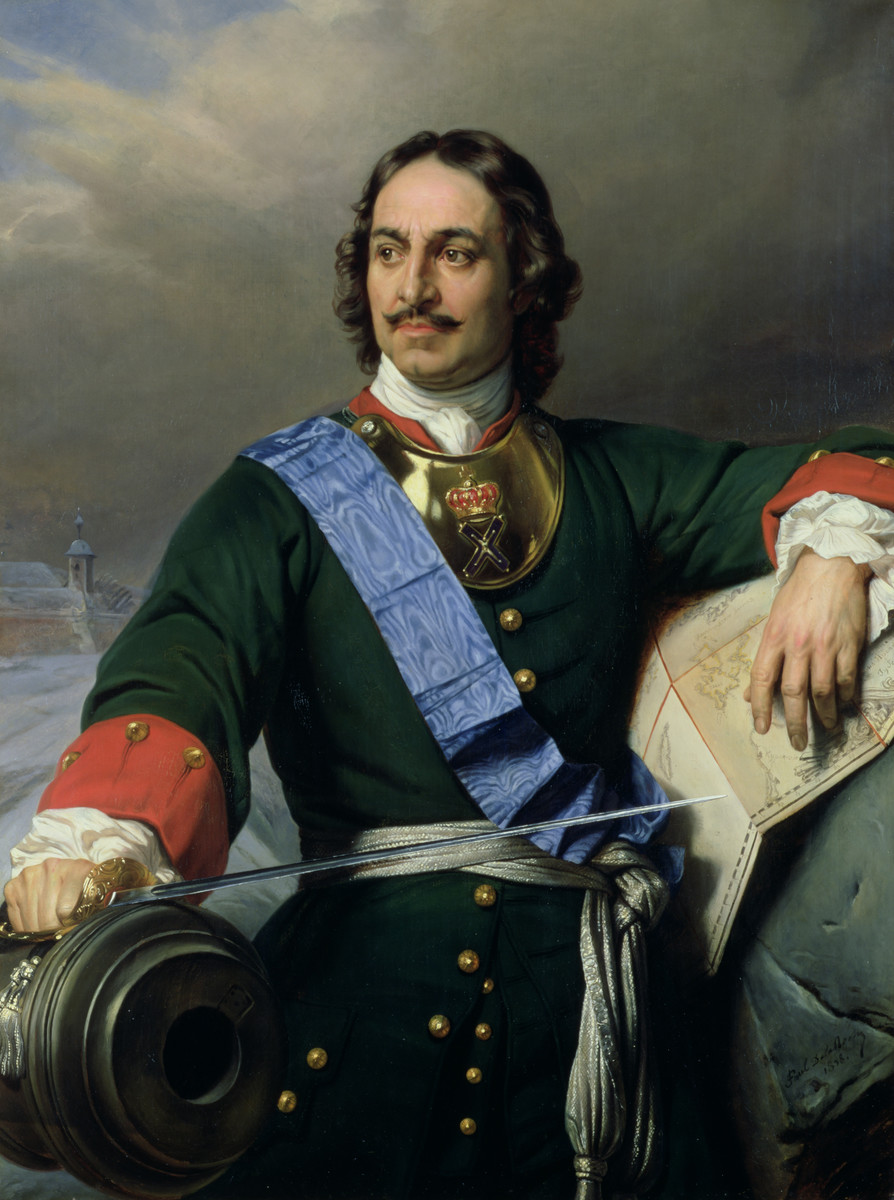
Pierre le Grand.

- 1703 : le tsar Pierre le Grand fonde la ville de Saint-Pétersbourg, qui s'appellera Petrograd, puis Leningrad sous le régime communiste, avant de retrouver son nom d'origine en 1991.
- 1798 : bataille de Oulart Hill, pendant la rébellion irlandaise de 1798.
- 1799 : victoire autrichienne, à la bataille de Winterthour, lors de la Deuxième Coalition.

### XIXesiècle
- 1813 : au cours de la guerre anglo-américaine de 1812, les troupes américaines prennent Fort George.
- 1848 : abolition de l'esclavage en Guadeloupe.
- 1871 : fin de la Commune de Paris, derniers combats au Père-Lachaise. Chute du dernier bastion communard. Les communards brûlent plusieurs édifices publics (Palais des Tuileries, Hôtel de Ville de Paris, son état-civil, ses Archives, la Cour des comptes, le Conseil d’État, le ministère des Finances).
- 1874 : Gert Alberts quitte Pretoria, initiant le Dorsland Trek.

### XXesiècle
- 1905 : la bataille de Tsushima marque la première victoire militaire dans l'époque moderne d'un pays asiatique, le Japon, face à un pays occidental, la Russie[1].
- 1918 : début de l'opération Blucher par les troupes allemandes du général Erich Ludendorff.
- 1940 : massacre du Paradis (exécution sommaire de soldats britanniques par les SS).
- 1941 : le cuirassé allemand Bismarck est coulé.
- 1942 : début de la bataille de Bir Hakeim.
- 1943 : première réunion du Conseil national de la Résistance.
- 1952 : signature du traité instituant la Communauté européenne de défense (CED).
- 1955 : 
  - premier vol de l'avion Caravelle à Blagnac.Champignon atomique de la bombe à hydrogène de l'« opération Redwing (événement Zuni) »

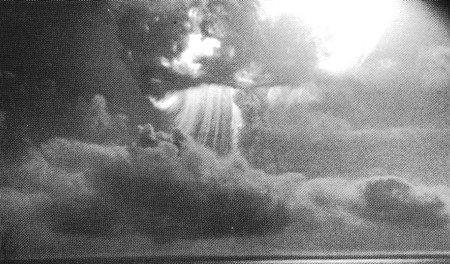
Champignon atomique de la bombe à hydrogène de l'« opération Redwing (événement Zuni) »

  - explosion de la bombe à hydrogène ; « opération Redwing, évènement Zuni », le 27 mai 1956. C'était la bombe no 73 sur les 1054 bombes que les États-Unis ont fait exploser de 1945 à 1992.
- 1964 : en Colombie, offensive militaire contre la République de Marquetalia, événement fondateur des Forces armées révolutionnaires de Colombie (FARC).
- 1968 : conclusion en France des accords de Grenelle, à l'origine de l'expression médiatico-politique un/le Grenelle de ....
- 1974 : nomination de Jacques Chirac au poste de Premier ministre de la France.
- 1994 : adhésion du Kazakhstan au Partenariat pour la paix.
- 1997 : reconnaissance diplomatique du régime des taliban par les Émirats arabes unis.

### XXIesiècle
- 2013 : instauration de la journée nationale de la Résistance[2].
- 2015 : le Nebraska devient le 19e État des États-Unis à abolir la peine de mort.
- 2016 :
  - Barack Obama est le premier président des États-Unis à visiter le parc du Mémorial de la Paix de Hiroshima, et les Hibakusha.
  - début de la deuxième bataille de Marea, lors de la guerre civile syrienne.
- 2017 :
  - le groupe djihadiste libyen Ansar al-Charia annonce sa dissolution.
  - fin du Sommet du G7 de 2017 qui s'est réuni à Taormine, en Sicile en Italie.
- 2018 : en Colombie, premier tour de l'élection présidentielle.
- 2019 :
  - des élections législatives se déroulent à Madagascar afin d'en renouveler les 151 membres de l'Assemblée nationale. Le scrutin a lieu quelques mois après l'élection présidentielle ayant vu la victoire d'Andry Rajoelina[3].
  - Des élections sénatoriales ont lieu aux Pays-Bas via un scrutin indirect. Les 570 nouveaux conseillers provinciaux issus des élections provinciales du 20 mars doivent renouveler les 75 membres de la Première Chambre des États généraux.
- 2020 : 
  - À Saint-Varent (France), une fusillade fait 4 morts, dont l'auteur de la fusillade.
  - En Inde, début de la fuite de gaz et de pétrole d'Assam.

## Arts, culture et religion
- 1917 : un nouveau code de droit canonique est promulgué.
- 1966 : le film "Un homme (Trintignant) et une femme (Anouk Aimée)" de Claude Lelouch sort au cinéma (palme d'or à Cannes et deux fois oscarisé)[4].
- 2023 : la Palme d'or du Festival de Cannes est décernée  au film français Anatomie d'une chute de Justine Triet[5].

## Sciences et techniques
- 1931 : Auguste Piccard effectue le premier vol dans la stratosphère à bord d'un ballon libre.

## Économie et société
- 1921 : instauration du Code de la route en France[6].
- 1937 : inauguration aux piétons du Golden Gate Bridge de San Francisco.
- 2006 : séisme à Java en Indonésie.
- 2015 :
  - arrestation de différents responsables de la Fédération internationale de football association (FIFA).
  - Entrée de quatre résistants français de la Seconde Guerre mondiale (Geneviève Anthonioz-de Gaulle, Germaine Tillion, Pierre Brossolette et Jean Zay) au Panthéon parisien.

## Naissances

### VIIIesiècle
- 742 : Tang Dezong (Li Kuo dit), empereur de Chine de 779 à sa mort, le 9e de la dynastie Tang († 25 février 805).

### XIIesiècle
- 1178 : Thomas Ier, comte de Savoie († 1er mars 1233).

### XIVesiècle
- 1332 : Ibn Khaldoun, historien, philosophe et diplomate († 19 mars 1406).

### XVIesiècle
- 1519 : Girolamo Mei, historien et helléniste italien († 1er juillet 1594).
- 1537 : Louis IV, landgrave de Hesse-Marbourg († 9 octobre 1604).
- 1576 : Scioppius (Caspar Schoppe dit), érudit et pamphlétaire allemand († 19 novembre 1649).
- 1584 : Michael Altenburg, théologien et compositeur allemand († 12 février 1640).

### XVIIesiècle
- 1601 : Antoine Daniel, missionnaire jésuite français, un des martyrs canadiens († 4 juillet 1648).
- 1626 : Guillaume II d'Orange-Nassau, stathouder des Provinces-Unies († 6 novembre 1650).
- 1627 : Anne-Marie-Louise d'Orléans, duchesse de Montpensier († 5 avril 1693).
- 1651 : Louis-Antoine de Noailles, prélat français († 4 mai 1729).
- 1652 : Élisabeth-Charlotte de Bavière, princesse du Palatinat († 8 décembre 1722).

### XVIIIesiècle
- 1735 : Romero Landa (es), militaire et marin espagnol, premier ingénieur naval de l'Armée royale espagnole († 5 août 1807).
- 1738 : Nathaniel Gorham, homme politique américain, 14e président du Congrès continental († 11 juin 1796).
- 1756 : Maximilien de Wittelsbach, roi de Bavière († 13 octobre 1825).
- 1763 : Juan Germán Roscio (es), avocat, journaliste, écrivain et homme politique vénézuélien († 10 mars 1821).
- 1794 : Cornelius Vanderbilt, magnat américain du chemin de fer († 4 janvier 1877).
- 1799 : Jacques-Fromental Halévy, compositeur français († 17 mars 1862).

### XIXesiècle
- 1811 : Marie-Josèphe Rosello, religieuse italienne, fondatrice des Filles de Notre Dame de la Miséricorde († 7 décembre 1880).
- 1818 : Amelia Bloomer, journaliste et militante américaine du droit des femmes et du mouvement pour la tempérance († 30 décembre 1894).
- 1819 : Julia Ward Howe, militante abolitionniste et poétesse américaine († 17 octobre 1910).
- 1820 : Mathilde Bonaparte, fille de Jérôme Bonaparte et nièce de l'Empereur, princesse française de la famille Bonaparte († 2 janvier 1904).
- 1821 : Louis-Hyacinthe Bouilhet, poète français, ami et conseiller de Flaubert († 18 juillet 1869).
- 1822 : Joseph Joachim Raff, compositeur germano-suisse († 2 juin 1882).
- 1832 :
  - Lizardo Montero Flores, militaire et homme politique péruvien, président du Pérou de 1881 à 1883 († 5 février 1905).
  - Zenas Ferry Moody (en), topographe et homme politique américain, 7e gouverneur de l'Oregon († 14 mars 1917).
- 1834 : François-Désiré Mathieu, prélat français († 26 octobre 1908).
- 1836 : Jason « Jay » Gould, magnat américain des chemins de fer († 2 décembre 1892).
- 1837 : « Wild Bill Hickok » (James Butler Hickok dit), aventurier et tireur d'élite américain († 2 août 1876).
- 1841 : René Panhard, ingénieur en mécanique français, cofondateur de l'industrie automobile Panhard († 16 juillet 1908).
- 1850 : Thomas Neill Cream, tueur en série scotto-canadien († 15 novembre 1892).
- 1855 : Augusto Miranda y Godoy (es), militaire, homme politique et écrivain espagnol († 28 avril 1920).
- 1860 : Manuel Teixeira Gomes, homme politique portugais, 7e président du Portugal, de 1923 à 1927 († 18 octobre 1941).
- 1863 : Arthur Mold (en), joueur anglais de cricket († 29 avril 1921).
- 1867 : Arnold Bennett, écrivain, journaliste et dramaturge anglais († 27 mars 1931).
- 1868 : Aleksa Šantić, poète serbe († 2 février 1924).
- 1870 : Adolf Schulten, archéologue, historien et philosophe allemand († 19 mars 1960).
- 1871 : Georges Rouault, peintre français († 13 février 1958).
- 1873 : Harald Scavenius (en), homme politique danois († 24 avril 1939).
- 1875 : Frederick Cuming, joueur de cricket anglais († 22 mars 1942).
- 1876 :
  - Ferdynand Antoni Ossendowski, écrivain, géologue, universitaire et militant polonais, lauréat de l'Académie française († 3 janvier 1945).
  - William Stanier (en), ingénieur en mécanique anglais († 27 septembre 1965).
- 1877 : Isadora Duncan (ou 26 mai), danseuse américaine († 14 septembre 1927).
- 1878 :
  - Anna Cervin (en), peintre suédoise († mai 1972).
  - María Jesús Alvarado Rivera, militante féministe, écrivaine, enseignante et journaliste péruvienne († 6 mai 1971).
- 1879 :
  - Cesáreo Bernaldo de Quirós (es), peintre argentin († 29 mai 1968).
  - Karl Bühler, psychologue et linguiste allemand († 24 octobre 1963).
  - Hans Lammers, juriste et haut fonctionnaire allemand († 4 janvier 1962).
- 1883 : Jessie Arms Botke (en), peintre américaine († 2 octobre 1971).
- 1884 : Max Brod, écrivain, journaliste et compositeur tchèque germanophone († 20 décembre 1968).
- 1887 : Frank Woolley, joueur de cricket anglais († 18 octobre 1978).
- 1888 :
  - Louis Durey, compositeur français († 3 juillet 1979).
  - Vincent Moulia, soldat français († 28 décembre 1984).
- 1890 : Saint-Granier, acteur et auteur-compositeur-interprète français († 25 juin 1976).
- 1891 : Claude Champagne, compositeur canadien († 21 décembre 1965).
- 1892 : Chan Nak, homme politique cambodgien, premier ministre du Cambodge de 1953 à 1954 († 7 novembre 1954).Louis-Ferdinand Céline (1894-1961)
- 1894 :

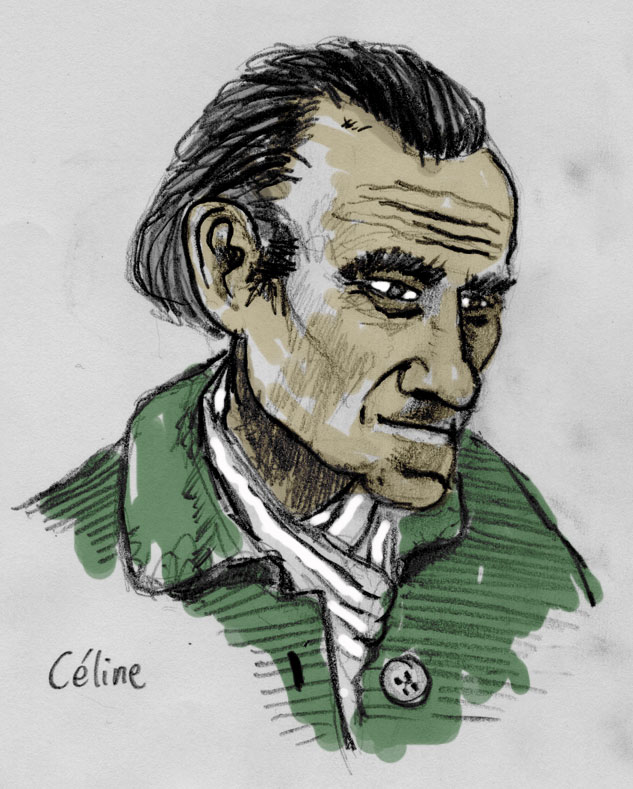
Louis-Ferdinand Céline (1894-1961)

  - Louis-Ferdinand Céline, écrivain français († 1er juillet 1961).
  - Dashiell Hammett, romancier américain († 10 janvier 1961).
- 1895 : Douglas Lloyd Campbell, homme politique canadien († 23 avril 1995).
- 1897 :
  - John Douglas Cockcroft, physicien atomiste anglais, prix Nobel de physique en 1951 († 18 septembre 1967).
  - Dink Templeton (Robert Lyman Templeton dit), athlète, joueur et entraîneur américain de rugby († 7 août 1962).
- 1899 : Johannes Türn (en), joueur d'échecs et de dames estonien († 8 mars 1993).

### XXesiècle
- 1902 : Émile Benveniste, linguiste français († 3 octobre 1976).
- 1904 : Chūhei Nanbu, athlète japonais, champion olympique du triple saut en 1932 († 23 juillet 1997).
- 1907 : Giuseppe Maria Sensi, prélat italien († 26 juillet 2001).
- 1908 : Louis Lévesque, évêque catholique québécois († 12 mars 1998).
- 1909 : 
  - Donald Finlay, athlète britannique spécialiste du 110 m haies et officier de la RAF († 18 avril 1970).
  - Juan Vicente Pérez Mora, ancien agriculteur vénézuélien devenu supercentenaire, puis doyen masculin officiel connu de l'humanité à partir du 18 janvier 2022 († 2 avril 2024).
- 1911 :
  - Hubert Humphrey, homme politique américain, 38e vice-président des États-Unis († 13 janvier 1978).
  - Vincent Price, acteur américain († 25 octobre 1993).
- 1912 :
  - John Cheever, écrivain américain († 18 juin 1982).
  - Sam Snead, golfeur américain († 23 mai 2002).
- 1915 : Herman Wouk, écrivain américain († 17 mai 2019).
- 1917 :
  - Cheikh Arab Bouzgarene, chanteur algérien († 1988).
  - Denise Mégevand, harpiste suisse († 27 décembre 2004).
- 1918 :
  - Yasuhiro Nakasone, homme politique japonais, Premier ministre du Japon de 1982 à 1987 († 29 novembre 2019).
  - Micheline Sandrel, journaliste et écrivaine française († 11 mars 2012).
- 1920 : Gabrielle Wittkop (Gabrielle Ménardeau dite), femme de lettres française († 20 décembre 2002).
- 1922 :
  - Otto Carius, militaire allemand († 24 janvier 2015).
  - Christopher Lee, acteur britannique († 7 juin 2015).
- 1923 :
  - Henry Kissinger, homme d'État américain d'origine allemande († 29 novembre 2023).
  - Jacques Lunis, athlète français, spécialiste du 400 m († 2 novembre 2008).
  - Sumner Redstone, homme d'affaires américain († 11 août 2020).
- 1924 : Nicole Stéphane, résistante, actrice, productrice et réalisatrice française († 14 mars 2007).
- 1925 :
  - Jean-Paul Aron, écrivain et historien français († 20 août 1988).
  - Tony Hillerman, écrivain américain († 26 octobre 2008).
- 1926 : 
  - Jorge-Maria Hourton Poisson, prélat français († 5 décembre 2011).
  - Marcel Renaud, céiste français, médaillé olympique, champion du monde († 5 décembre 2016).
  - Kees Rijvers, footballeur néerlandais († 4 mars 2024).
- 1927: Ralph Carmichael, compositeur américain († 18 octobre 2021).
- 1928 : Thea Musgrave, compositrice écossaise.
- 1930 :
  - Jacques Rougeau (père), catcheur canadien († 1er juillet 2019).
  - John Barth, romancier et nouvelliste américain († 2 avril 2024).
- 1931 :
  - André Barbeau, médecin et neurologue québécois († 9 mars 1986).
  - John Chapple, homme politique britannique († 25 mars 2022).
  - Bernard Fresson, acteur français († 20 octobre 2002).
  - Emam-Ali Habibi, lutteur iranien champion olympique et du monde.
- 1932 :
  - Linda Pastan, poétesse américaine († 30 janvier 2023).
  - Gennadiy Shatkov, boxeur soviétique, champion olympique († 14 janvier 2009).
- 1933 :
  - Marc Pessin, graveur, éditeur et dessinateur français († 4 juin 2022).
  - Ted Rogers, homme d’affaires canadien, fondateur de Rogers Communications († 2 décembre 2008).
- 1934 :
  - Raymond Daviault, joueur de baseball canadien († 6 novembre 2020).
  - Harlan Ellison, écrivain américain († 28 juin 2018).
- 1935 :
  - Mal Evans, manager anglais, gérant de tournée des Beatles († 5 janvier 1976).
  - Kim Friele, auteure et militante pour les droits des homosexuels norvégienne († 22 novembre 2021).
  - Jacques Jouanna, universitaire et historien-helléniste français et lorrain spécialiste de la médecine et de la tragédie antiques, professeur émérite à Paris-Sorbonne et académicien ès inscriptions et belles-lettres.
  - Ramsey Lewis, pianiste de jazz américain († 12 septembre 2022).
- 1936 :
  - Bernard Epin, écrivain, critique littéraire et militant communiste français († 1er avril 2020).
  - Louis Gossett Jr., acteur américain († 29 mars 2024).
  - Marcel Masse, homme politique québécois († 25 août 2014).
- 1937 : Sérgio Cabral, journaliste et écrivain brésilien († 14 juillet 2024)
- 1938 : Anita Wood, actrice de télévision américaine († 29 juin 2023)
- 1939 : Yves Duhaime, homme politique québécois.
- 1940 : Bernard Muna, magistrat et homme politique camerounais († 6 octobre 2019)
- 1942: 
  - Kent Bernard, athlète trinidadien spécialiste du 400 m († 19 février 2025)
  - Nicoulaud, auteur de bandes dessinées français († 11 mars 2004)
- 1943 : Cilla Black, chanteuse anglaise († 1er août 2015).
- 1944 :
  - Michel Gervais, professeur d'université canadien († 8 mai 2022).
  - Issad Rebrab, homme d'affaires algérien.
  - Alain Souchon, chanteur, (co)auteur parolier et acteur français en partie originaire de Suisse.
  - Pleun Strik, footballeur néerlandais († 14 juillet 2022).
- 1945 : Bruce Cockburn, chanteur et auteur-compositeur canadien.
- 1946 : Françoise Kucheida, chanteuse française († 17 juillet 2023).
- 1947 :
  - Babette de Rozières, ancienne speakerine guadeloupéenne, cuisinière télévisuelle puis conseillère régionale d'Île-de-France.
  - Emile Blessig, avocat et homme politique français († 21 mars 2025)
  - Marty Kristian (en), chanteur australien d’origine allemande du groupe The New Seekers.
  - Péter Marót, escrimeur hongrois, médaillé aux jeux olympiques de Munich en 1972 († 7 juin 2020).
  - Rafiq Alish oglu Nasirov, peintre, architecte et scénographe azerbaïdjanais († 29 novembre 2024).
- 1948 :
  - Pete Sears, musicien anglais du groupe Jefferson Starship.
  - Alexander A. Volkov, cosmonaute soviétique.
- 1949 : 
  - Jo Ann Harris, actrice américaine.
  - Piotr Nowina-Konopka, universitaire et militant politique polonais († 13 juin 2025).
- 1950 :
  - Dee Dee Bridgewater (Denise Eileen Garrett dite), chanteuse de jazz américaine.
  - John Kinsela, lutteur olympique australien († 9 novembre 2020)
- 1953 : Antonio Borrometi, homme politique italien († 19 janvier 2022).
- 1954 : 
  - Fabrizio Calvi, journaliste et écrivain français († 23 octobre 2021).
  - Catherine Carr, nageuse américaine, championne olympique.
  - Jackie Slater, joueur de football américain.
- 1955 :
  - Abdelmalek Ali Messaoud, footballeur algérien († 6 février 2022).
  - Philippe Mousset, prélat français.
  - Claude Ndam, auteur, compositeur, interprète camerounais († 12 juin 2020).
  - Gloria Piedimonte, chanteuse, actrice et femme de télévision italienne († 6 janvier 2022).
  - Richard Schiff, acteur américain.
- 1956 : Giuseppe Tornatore, cinéaste italien.
- 1957 :
  - Véronique Augereau, actrice française de doublage et voix de Marge Simpson entre autres
  - David Greenwood, basketteur américain († 8 juin 2025).
  - Siouxsie Sioux (Susan Janet Ballion dite), chanteuse britannique.
  - Bruce Furniss, nageur américain, double champion olympique.
  - Duncan Goodhew, nageur britannique, champion olympique.
- 1958 : Claudio Pollio, lutteur italien, champion olympique.
- 1959 : 
  - Donna Strickland, physicienne canadienne, prix Nobel de physique 2018.
  - Eugene Melnyk, homme d'affaires et mécène ukraïno-canadien († 28 mars 2022).
- 1960 : 
  - Gaston Therrien, joueur de hockey sur glace et analyste sportif québécois.
  - Oleksandr Sydorenko, nageur ukrainien champion olympique († 20 février 2022).
- 1961 : 
  - Marie Bunel, actrice française.
  - Peri Gilpin, actrice américaine.
- 1963 :
  - Ildar Garifoulline, coureur soviétique spécialiste du combiné nordique († 22 mai 2023).
  - Maria Walliser, skieuse alpine suisse.
- 1965 :
  - Todd Bridges, acteur, réalisateur et producteur américain.
  - Pat Cash, joueur de tennis australien.
  - Nathalie Mallette, actrice québécoise.
- 1966 : Titi DJ (Titi Dwi Jayanti dite), chanteuse indonésienne.
- 1967 : Laurence Ostolaza, journaliste de télévision.
- 1967 : Paul Gascoigne, joueur de football anglais.
- 1968 :
  - Jeff Bagwell, joueur de baseball américain.
  - Michael Glöckner, coureur cycliste allemand, champion olympique.
  - Frank Thomas, joueur de baseball américain.
- 1970 :
  - Benoît Carré, chanteur, compositeur et musicien français.
  - Joseph Fiennes, acteur anglais.
  - Jitesh Gadhia, banquier britannique.
  - Melissa Hortman, femme politique américaine († 14 juin 2025)
- 1971 :
  - Paul Bettany, acteur anglais.
  - Lisa Lopes, rappeuse et compositrice américaine du groupe TLC († 25 avril 2002).
  - Sean Reinert, musicien et compositeur américain († 24 janvier 2020).
- 1972 : 
  - Caroline Broué, journaliste radiophonique française.
  - Eskild Ebbesen, rameur d'aviron danois, triple champion olympique.
- 1973 : Laurent Stocker, acteur français.
- 1974 :
  - Vanessa Blue, actrice pornographique américaine.
  - Medeea Marinescu, actrice roumaine.
- 1975 :
  - André 3000 (André Benjamin dit), musicien américain du groupe OutKast.
  - Jamie Oliver, chef cuisinier et animateur de télévision britannique.
- 1976 : 
  - Anita Blonde, actrice hongroise de films pornographiques.
  - Khadija Ismayilova, journaliste d'investigation et chroniqueuse radio azerbaïdjanaise opposante à la dictature de son pays.
- 1978 : Jacques Abardonado, footballeur français.
- 1981 : Johan Elmander, footballeur suédois.
- 1983 : Maxim Tsigalko, footballeur biélorusse († 25 décembre 2020).
- 1984 :
  - Miguel González, lanceur de baseball mexicain.
  - Shawnacy « Shawn » Campbell Barber, perchiste canadien († 17 janvier 2024)
- 1985 : Saïd Hirèche, joueur de rugby français.
- 1987 :
  - Gervinho, footballeur ivoirien.
  - Martina Sáblíková, patineuse de vitesse et coureuse cycliste tchèque.
- 1988 :
  - Garrett Richards, joueur de baseball américain.
  - Vontae Davis, joueur de football américain  († 1er avril 2024)
- 1989 : Innocent Emeghara, footballeur suisse.
- 1990 :
  - Chris Colfer, acteur, chanteur américain.
  - Marcus Krüger, joueur de hockey sur glace professionnel suédois.
- 1991 : Solweig Rediger-Lizlow, mannequin et animatrice de télévision française d'origine russo-belge.
- 1992 : 
  - Aaron Brown, sprinteur canadien.
  - Fanny-Estelle Posvite, judokate française.
- 1994 : Aymeric Laporte, footballeur français.
- 1997 : Anna Bondár, joueuse de tennis hongroise.
- 1999 : Lily-Rose Depp, mannequin et actrice franco-américaine.

## Décès

### Xesiècle
- 927 : Siméon Ier de Bulgarie (parfois Syméon dit le Grand / Симеон I Велики en bulgare translittéré Simeon I Veliki), khan et knyaz (prince) de Bulgarie entre 893 et sa mi-règne puis tsar (empereur) de Bulgarie de 913 ou 917 à sa mort (° vers 864 / 865).

### XVIesiècle
- 1564 : Jean Calvin, réformateur religieux et humaniste français (° 10 juillet 1509).

### XVIIesiècle
- 1610 : François Ravaillac, régicide français (° 1577).Gracchus Babeuf (1760-1797)

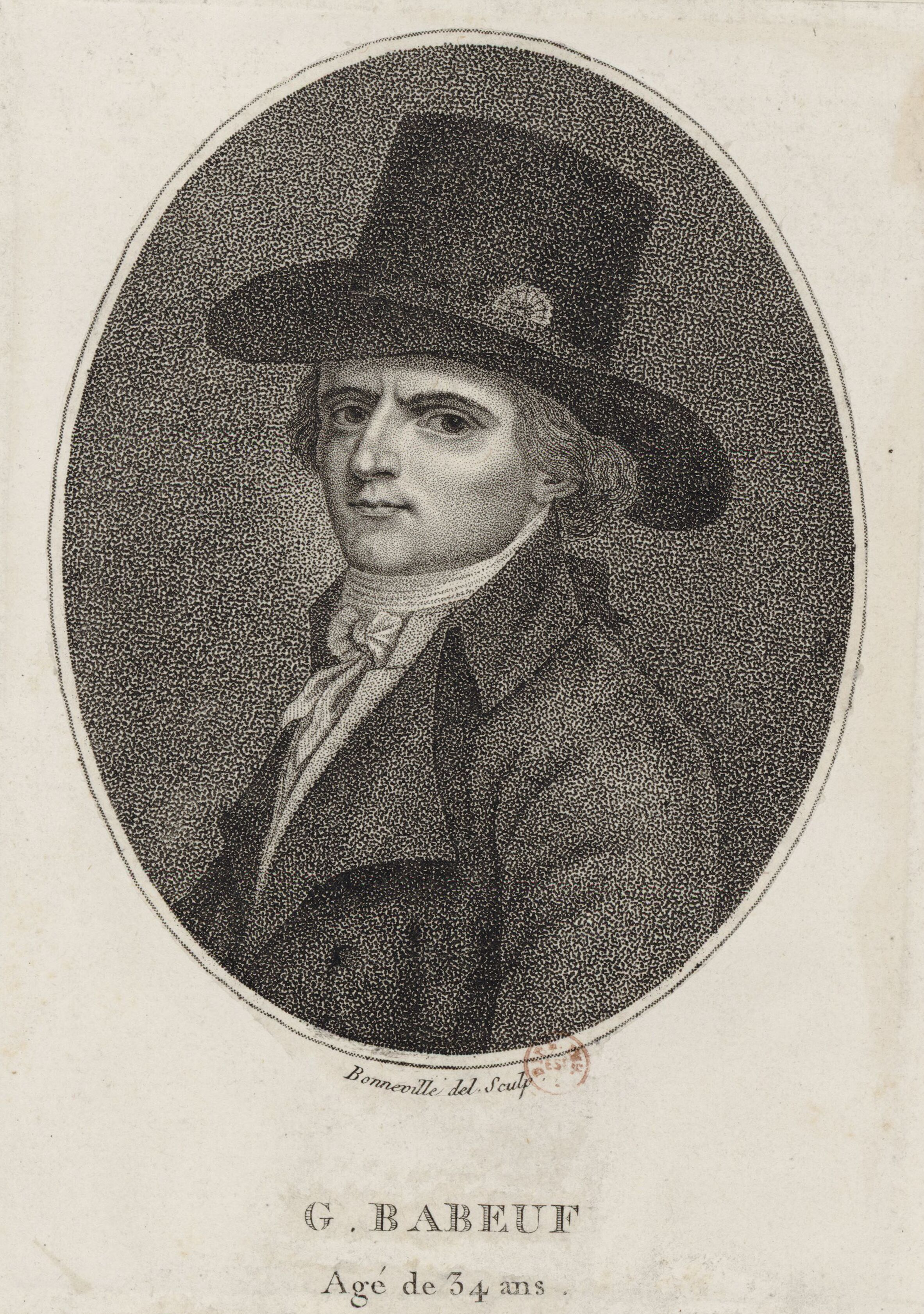
Gracchus Babeuf (1760-1797)

### XVIIIesiècle
- 1707 : Athénaïs de Montespan, marquise de Montespan, favorite de Louis XIV (° 5 octobre 1640).
- 1797 : Gracchus Babeuf, homme politique français (° 23 novembre 1760).

### XIXesiècle
- 1840 : Niccolò Paganini, musicien italien (° 27 octobre 1782).
- 1894 : « El Espartero » (Manuel García Cuesta dit), matador espagnol (° 18 janvier 1865).

### XXesiècle
- 1910 : Robert Koch, médecin allemand, découvreur du bacille de Koch, prix Nobel de physiologie ou médecine 1905 (° 11 décembre 1843).
- 1916 : Joseph Gallieni, militaire français (° 24 avril 1849).
- 1927 : Alberto Agnetti, homme politique du royaume d'Italie († 10 septembre 1857).
- 1949 : Robert Ripley, dessinateur américain de bande dessinée (° 25 décembre 1890).
- 1960 :
  - Auguste Aramini, chanteur québécois d'origine française (° 14 mai 1870).
  - George Zucco, acteur et metteur en scène britannique (° 11 janvier 1886).
- 1964 : Jawaharlal Nehru, homme politique indien (° 14 novembre 1889).
- 1967 : Paul Henckels, acteur allemand (° 9 septembre 1885).
- 1969 : Jeffrey Hunter, acteur américain (° 25 novembre 1926).
- 1987 : John Howard Northrop, biochimiste américain, prix Nobel de physique 1946 (° 5 juillet 1891).
- 1992 : Machiko Hasegawa, mangaka japonaise (° 20 janvier 1920).
- 1993 : Enzo Benedetto, peintre et écrivain italien (° 10 novembre 1905).
- 1996 : George Boolos, logicien, philosophe et mathématicien américain († 4 septembre 1940).
- 1997 : Clémence Ramnoux, historienne de la philosophie française (° 1905).
- 1998 :
  - Kendall O'Connor, animateur américain (° 7 juin 1908).
  - Pierre Rinaldi, homme politique français (° 17 avril 1934).
- 1999 :
  - Zach de Beer, médecin, homme d'affaires, diplomate et homme politique sud-africain (° 11 octobre 1928).
  - James Rowland, homme politique australien (° 1er novembre 1922).
- 2000 :
  - Gonzalve de Bourbon, aristocrate espagnol et duc d'Aquitaine (° 5 juin 1937).
  - Maurice Richard, joueur de hockey sur glace canadien (° 4 août 1921).

### XXIesiècle
- 2001 :
  - Jean Le Boulch, médecin et enseignant français, fondateur des principes de psychocinétique pour la didactique de l'éducation physique et sportive (° 28 janvier 1924).
  - Gilles Lefebvre, violoniste et administrateur québécois, fondateur des Jeunesses musicales du Canada (° 30 juin 1922).
- 2002 : Vitali Solomine, acteur et réalisateur soviétique puis russe (° 12 décembre 1941).
- 2003 :
  - Luciano Berio, musicien italien (° 24 octobre 1925).
  - Jacques Henri-Labourdette, architecte français (° 1915).
- 2004 : Umberto Agnelli, industriel italien (° 1er novembre 1934).
- 2005 : Boudewijn Braem, footballeur et entraîneur belge (° 30 octobre 1950).
- 2006 :
  - Fernando Romeo Lucas García, militaire et homme politique guatémaltèque (° 4 juillet 1924).
  - Paul Gleason, joueur de baseball et acteur américain (° 4 mai 1939).
  - Robert Parienté, journaliste sportif français (° 19 septembre 1930).
  - Alex Toth, auteur de bandes dessinées américain (° 25 juin 1928).
- 2007 :
  - Maurice Abiven, médecin français (° 10 février 1924).
  - Izumi Sakai, chanteuse japonaise du groupe ZARD (° 6 février 1967).
  - Gretchen Wyler, actrice américaine (° 16 février 1932).
  - Ed Yost (en), inventeur américain (° 30 juin 1919).
- 2011 :
  - Jeff Conaway, acteur américain (° 5 octobre 1950).
  - Gil Scott Heron, musicien, poète et romancier américain (° 1er avril 1949).
- 2012 : Placide Gaboury, écrivain, enseignant, peintre et pianiste canadien (° 5 octobre 1928).
- 2013 : Little Tony, chanteur italien (° 9 février 1941).
- 2016 :
  - Charles L. Bitsch, réalisateur français (° 23 avril 1931).
  - Jean-Claude Decaux, homme d'affaires français, fondateur de la société JCDecaux (° 15 septembre 1937).
  - František Jakubec, footballeur tchèque (° 12 avril 1956).
  - Girolamo Prigione, prélat italien (° 12 octobre 1921).
  - Wang Shizhen, physicien chinois spécialisé en médecine nucléaire (° 7 mars 1916).
  - Jürgen Wilke, acteur et réalisateur allemand (° 21 novembre 1928).
- 2017 : Gregg Allman, chanteur de rock et de blues américain (° 8 décembre 1947).
- 2019 :
  - Jocelyne Blouin, météorologue et présentatrice de météo québécoise (° 17 octobre 1950).
  - François Weyergans, écrivain, réalisateur franco-belge lauréat de prix littéraire(s) et académicien français (° 2 août 1941).
- 2021 :  
  - Pierre Bessot, joueur de rugby à XV français (° 4 mars 1935).
  - Shane Briant, acteur britannique (° 17 août 1945).
  - Carla Fracci, danseuse italienne (° 20 août 1936).
  - Robert Hogan, acteur américain (° 28 septembre 1933).
  - Kees de Jager, astronome néerlandais (° 29 avril 1921).
  - Jaime Lerner, architecte, urbaniste et homme politique brésilien (° 17 décembre 1937).
  - María Teresa Miras Portugal, scientifique espagnol (° 19 février 1948).
  - Peter Millett, homme politique et juge britannique (° 23 juin 1932).
  - Génia Oboeuf, déportée française d'origine polonaise (° 10 septembre 1923).
  - John Christopher Ingham Roper-Curzon, homme politique britannique (° 25 décembre 1928).
  - Poul Schlüter, homme politique danois (° 3 avril 1929).
- 2024 :
  - Ștefan Birtalan, joueur et entraîneur de handball roumain (° 25 septembre 1948).
  - François Terré, juriste français (° 23 juillet 1930).
  - Bill Walton, joueur de basket-ball américain (° 5 novembre 1952).

### Nationales
- Bolivie : día de la madre[7] (« fête des mères ») comme en Pologne la veille.
- France (Union européenne à zone euro) : journée nationale de la Résistance qui commémore la Résistance intérieure française à l'occasion de l'anniversaire de la première réunion du Conseil national de la Résistance (quatre entrées au Panthéon en 2015 ci-avant).
- Guadeloupe, Saint-Barthélemy, Saint-Martin (France et Union européenne ultra-marines) : « fête de l'abolition de l'esclavage[8] » célébrée le 10 mai au niveau national tout entier et entre-temps en Martinique.
- Nigeria (Union africaine) : children's day[9] (« fête des enfants »).
- Pérou : Día del Idioma Nativo (es) (« journée de la langue indigène » le quechua voire d'autres).

### Saints des Églises chrétiennes

#### Saints des Églises catholiques et orthodoxes
Référencés ci-après in fine et orthodoxes :
- Augustin de Cantorbéry († 604), évêque (date occidentale).
- Bède le Vénérable († 735), confesseur et docteur, toujours non loin de Canterbury comme supra.
- Eutrope (IIIe siècle), « Eutrope Ier », premier évêque d'Orange dans le Comtat-Venaissin (actuel département français approximatif du Vaucluse en Provence-Alpes-Côte d'Azur).
- Hildevert de Meaux († 680), évêque.
- Jules de Mésie († vers 302), martyr.
- Melangell (VIIe siècle), abbesse.
- Ranulphe († v. 700), martyr.

#### Saints et bienheureux des Églises catholiques
référencés ci-après :
- Athanase Bazzekuketta, Gonzague Gonza († 1886), Laïcs martyrs en Ouganda.
- Barbara Kim et Barbe Yi († 1839), martyres en Corée.
- Brunon de Wurtzbourg († 1045) ou « Bruno de Wurtzbourg », évêque de Wurtzbourg en Franconie.
- Denis de Milan († 362), évêque de Milan, premier successeur du frère saint Protais de saint Gervais.
- Edmond Duke, Richard Hill, Jean Hogg et Richard Holiday († 1590), bienheureux, prêtres et martyrs en Angleterre.
- Gaubert († 1079), prêtre et ermite en Auvergne, fondateur du monastère de Montsalvy.
- Maria Antonia Samá († 1953), Bienheureuse laïque italienne et mystique.
- Olivier d'Ancône († 1050), moine.

#### Saints orthodoxes
aux dates parfois "juliennes" / orientales :
- Jean le Russe († 1730), thaumaturge en Cappadoce.
- Théraponte (sr) († 1426), Théraponte du Lac Blanc, moine.

### Prénoms du jour
Bonne fête aux Augustin et ses variantes Augustino, Agostino et Austin (fête majeure le 28 août) ; leurs formes féminines : A(u)gustina et Augustine, Titine (cf. 12 décembre, 14 février pour Corentin, Valentin, et Tintin, 30 janvier pour Martine (Titine), 29 février des Auguste, 26 mai etc.).
Et aussi aux Bed, Bède (comme le Vénérable ci-avant et 25 mai, mort un 26 mai).

## Traditions et superstitions

### Dicton
« À la saint-Hildevert, est mort tout arbre qui n'est point vert. »,.

### Astrologie
Signe du zodiaque : 6e jour du signe astrologique des Gémeaux.

## Toponymie
Les noms de plusieurs voies, places, sites ou édifices de pays ou provinces francophones contiennent cette date sous différentes graphies : voir Vingt-Sept-Mai .